# Водопад Скакавац
Водопад Скакавац се налази у југозападном дијелу планине Озрен, на сјевероисточној страни врха Буковик (1.532 метра). Удаљен је од Сарајева око 25 km, у правцу сјевероистока. Водопад је формиран на стрмом расједном отсјеку лијеве стране Перачког потока. Висок је 98 метара, а протицај воде варира од 10–50 литара/сек. Прихрањује се из истоименог извора који се налази око 300 метара изнад водопада.
Водопад Скакавац је међу најимпресивнијим геоморфолошким структурама Босне и Херцеговине, али и шире у Динаридима. То је заиста риједак споменик природе. Међутим слабо је проучен и искоришћен и поред неоспорне вриједности и шанси за развој туризма и планског коришћења минерално-сировинских ресурса.
Водопад Скакавац је заштићен као споменик хидролошке вредности 1954. године, када је са непосредним окружењем у површини од 4 хектара. Шире подручје водопада Скакавац обухвата 2434,2 хектара и проглашено је за споменик природе Одлуком Скупштине Кантона Сарајево усвојеном 25. априла 2002. године. На основу Одлуке из 2002. године и студија које су за ово подручје накнадно урађене, Скупштина Кантона Сарајево је на седници одржаној 4. маја 2010. донела Закон о проглашењу ширег подручја водопада Скакавац за споменик природе (Службене новине Кантона Сарајево број 11/2010).